# Mala (roman)
Mala je slovenski ljubezenski roman Toneta Partljiča. Izšel je leta 1992 v Ljubljani pri založbi Prešernova družba. Roman obsega 13 poglavij in 123 strani.

## Vsebina
Dogajanje se začne prvega junijskega dne v gledališču, kjer petdesetletni  režiser Tom jezno odkoraka iz direktorjeve pisarne, potem ko se spre s svojimi nadrejenimi zaradi odpovedi predstave  Julija Cezarja, ki bi morala biti na sporedu pod njegovo režijo. Na poti proti domu sreča tudi Malo. Tom ji je predaval že na akademiji, obljubil pa ji je tudi manjšo vlogo v predstavi. Pove ji, da predstave ne bo, in odkoraka naprej.
Tom je zvečer spet v mestu, saj doma nima dobrih odnosov s svojo ženo in sinom, poleg tega pa ne želi povedati, da bo ostal brez honorarja zaradi spora v gledališču. Razmišljati začne o umiku, odhodu nekam stran. Na misel mu pride  otok na  Donavi, kjer je pred leti s prijateljem režiserjem Jovom lovil ribe. Medtem v gostilno, v kateri sedi, vstopi skupina ljudi, med katerimi je pisatelj Andrej Peserl, s katerim je Tom prijateljeval kot študent. Peserl že dolgo vrsto let potuje po svetu, za ta korak pa se je takrat odločil na vrat na nos. Ko opazi Toma, pristopi in ga ogovori, Tom pa ga vpraša, kako je storil tako velik korak, da je nemudoma odpotoval. Peserl mu svetuje naj ne zavlačuje in da naj že jutri odide.
Peserl se vrne k svoji družbi in z njo odide, ostane le Mala, ki prav tako pristopi do Toma. Mala omeni, da ima petindvajseti rojstni dan, zato Tom predlaga, da skupaj praznujeta. Z Malo skupaj preživita celoten večer in se predata strastem, kar Tom naslednji dan obžaluje, saj je bila Mala zelo sentimentalna in mu je povedala, da če se želi ljubiti z njo, naj tudi ostane z njo za vedno. Na poti domov razmišlja o njenih besedah in o tem, ali naj ženi prizna nezvestobo. Ko prispe pred stanovanje, ga pred vrati pričakajo njegove stvari, zato se z avtom odpravi na  Rožnik in zaspi. Ko se prebudi se odpravi k Mali in jo povabi s seboj na otok na Donavi, kamor skupaj tudi odideta.
Naslednji dan prispeta v  Novi Sad do Jovove matere, kjer Tom pokliče svojega prijatelja režiserja in mu pove, da želi na Sašikovo ado, kakor je bil otok poimenovan ter ga prosi za čoln in stvari, ki jih ima v počitniški hišici. Jovo prošnji ugodi in naroči svoji mami, naj jima da vse, kar potrebujeta. V počitniški hišici nabereta stvari in se s čolnom odpravita na otok, kjer postavita šotor. Ob otoku je opazno in slišno tudi delovanje  vojske, vendar Tom in Mala skleneta, da se o tem kot tudi o teatru in drugih rečeh ne bosta pogovarjala. Na otoku se predajata strasti, veliko ribarita in po nekaj dnevih na otoku opazita Roma s psičko; pobližje se z njima srečata po nevihtni noči, ko ju zjutraj prebudita njegove svinje. Rom po imenu Bata ju povabi s seboj v svoje prebivališče na otoku, kjer živi s svojo ženo Jelo in psičko Milomojo. Pouči ju o lovu na  soma, ostalih oblikah  ribolova in življenju na otoku. Po njegovi zaslugi tako Tom kot Mala postaneta veliko spretnejša v ribolovu, po ostalo hrano in potrebščine hodita v mesto.
Nekega dne začnejo otok preletavati  helikopterji, po čemer se vsi skupaj odpravijo k reki, kjer Bata pokaže na vrtinec, v katerem so tudi somi. Psička v tistih trenutkih najde  kačo, s katero se igrivo spopada, vendar se Mala kače boji, zato jo Bata odvrže v vrtinec, psička pa skoči za njo in izgine v vrtincu. Bata se po tem odpravi s čolnom po reki dokler tudi on ne izgine v daljavi. Čez nekaj dni med ribolovom Tom naleti na  truplo v vodi, zboji se, da gre za Bato, vendar je šlo za nekoga drugega, ki je podlegel strelnim ranam. Truplo porine nazaj proti reki in ta dogodek obdrži zase. Nekaj dni kasneje se vrne tudi Bata z novo psičko, Lepomojo.
Mala se odloči, da ob obisku mesta Bati kupita  darilo. V mestu ju pokliče natakar in reče, naj poslušata radio saj je v  Sloveniji  vojna. Tom pove Mali, da se bo odpravil domov, kar jo zelo razburi. Naroči ji, naj se odpravi nazaj na otok in se vrne ponj, on pa bo v tem času telefoniral domov in usposobil avto. Ko prispe na  pošto in do telefona, pokliče domov, kjer se mu oglasi sin Tine. Tom ga vpraša o tem, kakšno je stanje doma in kje je mama. Tine mu odgovori, da je mama v  bolnici, ker se je samopoškodovala in dvakrat hitro odloži slušalko, saj mu ni do pogovora z očetom. Tom se vrne po Malo, ki pa ga ne čaka na obrežju. Do otoka ga zapelje starec s čolnom. Tom pride do šotora, kjer pa ni Male, tudi tabor Bate in Jele je opuščen. Išče še drugje po otoku in pride do zaliva z vrtincem, kjer najde Malino trenirko.
Preneha se mu muditi, pospravi šotor in ostale stvari in odide z otoka. Jovo se je medtem vrnil domov iz  Beograda, Tom mu pove za Malo in da želi njeno izginotje prijaviti  policiji, čeprav ga Jovo želi od tega odvrniti. Tom se odloči čez  Madžarsko in  Avstrijo oditi domov. Doma ga pričaka prazno stanovanje in utrujen na kavču zaspi, dokler ga nejevoljna prebudita žena in sin. Začne se spraševati, ali je bilo res vredno izgubiti Malo za vrnitev domov.
Na prvi dan premirja odide na policijo in pove za izginotje Male in svojo zgodbo. Od inšpektorja izve, da je bil o njem objavljen članek, v katerem piše, da je sredi vojne emigriral v  Srbijo in da je medtem njegova žena padla v depresijo. Tom ne pozna Malinih rojstnih podatkov in družine, zato ga ima inšpektor za osumljenca. Bolj kot dejstvo, da ga imajo za osumljenca pa je Toma strah praznine, ki je nastala z Malino odsotnostjo, s svojo vrnitvijo domov pa je družinske odnose le še poslabšal. Ko pride domov, vrne klic v Novi Sad. Jovo mu pove, da njegova mati trdi, da je videla Malo na tržnici z Romom prodajati ribe. Tomu to da upanje, vendar ga hkrati obdaja dvom, če se je Jovovi materi le zdelo, če ga je Jovo le tolažil.

## Kritike
“'Mala je ljubezenski romanček iz današnjih dni.' Nič več kot to. Pa tudi manj ne.”
Roman večinoma ostaja zvest antičnim vzorom. Zelo jasno je nakazana slovenska fiksacija. Junak je po tem, ko v krizi srednjih let zapusti družino, kaznovan ne le z ženinim samomorilnim vedenjem, temveč tudi z “agresijo nenarodne  JLA na drobno in komaj rojeno državico, ki jo je bil pripovedovalec tako neodgovorno zapustil”. V romanu se forma in vsebina ne moreta ustrezno speti v celoto. Popolno odtrganje nadvse obremenjenega subjekta, ki sveta ne more interpretirati mimo vseh svojih problemov, je obsojeno na klavrn neuspeh toliko bolj, kolikor to počne s sanjskim prividom mladenke. “Komplementarnost mimetičnega slikanja realnosti in fantazme, ideala s tako krvavo resnimi zadevami, kakršna je suverenostna vojna, nujno vodi v ironično branje romana ali v jezo, najraje pa v mešanico obojega. Zato bi veljalo roman primerjati z možnostjo, da izbranko svojega srca z največjo možno hitrostjo popeljete skozi butik, ki si ga je nadvse želela ogledati. Zelo verjetno ne bo preveč navdušena, čeprav ste izpolnili svojo dolžnost. Podobno je z robinzonadami za zelo zelo odrasle.”